# Дренка Шећеров Зечевић
Дренка Шећеров-Зечевић (Српски Крстур, 18. септембар 1933 — Београд, 22. јун 2024) била је српски љекар, стручњак из медицинске области „нормална анатомија човјека“, професор Медицинског факултета Универзитета у Источном Сарајеву и члан Академије наука и умјетности Републике Српске.

## Биографија
Рођена је 18. септембра 1933. у Српском Крстуру.
Класичну гимназију завршила је у Суботици, а Медицински факултет у Сарајеву, 1958. године. Радни век провела је на Институту за анатомију. Предмет Анатомија човјека предавала је на Медицинском, Стоматолошком и Фармацеутском факултету у Сарајеву, 1958–1994. године.
Главни је носилац научног пројекта „Репродуктивно здравље у Српској“ под покровитељством Министарства здравља и социјалне заштите Републике Српске, Фонда здравственог осигурања Републике Српске, и АНУРС. Члан је Одбора за кардиоваскуларну патологију Српске академије наука и умјетности од 2005. године. Дописни члан Академије наука и умјетности Републике Српске је постала 27. јуна 1997, а редовни 21. јуна 2004. године. Секретар је Одјељења медицинских наука Академије од 2004. до 2016. године.
Била је заменик секретара Одељења медицинских наука АНУРС-а од оснивања до 2004. године. Предсједник је Одбора за кардиоваскуларну патологију и Одбора за репродуктивно здравље и демографију Одјељења медицинских наука АНУРС-а.
Учествовала је у организацији бројних научних скупова, округлих столова, конгреса и симпозијума са међународним учешћем из кардиоваскуларне патологије и других области.
Била је: председник Друштва анатома СРБиХ, члан Друштва анатома Југославије, Антрополошког друштва Југославије, Секције за клиничку анатомију, члан изван радног састава Југословенског удружења за борбу против атеросклерозе, члан Балканске медицинске уније, Друштва анатома Грузије. Члан је већег броја домаћих и иностраних асоцијација морфолога и више уређивачких одбора.

## Награде
- Хипократово признање, награда коју додјељује Комора доктора медицине Републике Српске. Награда јој је додијељена 2002. године.[1]
- Поводом јубилеја четрдесет година од оснивања Универзитета у Сарајеву, добила је Плакету за унапређење наставног процеса и афирмацију научног рада.[1]
- Добитник је и плакета Медицинског факултета у Сарајеву, поводом јубилеја 30 и 40 година од његовог оснивања, за подизање угледа факултета.[1]

## Одабрана дјела
- Шећеров-Зечевић Дренка: Истраживање посттрауматских предиктора кардиоваскуларних обољења код младих у послијератном периоду у Републици Српској, Академија наука и умјетности Републике Српске, Бањалука, (2009)